# Troféu Maarten Wynants
O Troféu Maarten Wynants (oficialmente: Trofee Maarten Wynants) é uma corrida ciclista feminina profissional de um dia belga que se disputa anualmente nos arredores de Houthalen-Helchteren em Província de Limburgo. A corrida deve seu nome ao ciclista Maarten Wynants.
A corrida foi criada no ano 2014 fazendo parte do Calendário UCI Feminino como concorrência categoria 1.2 e desde 2017 passou a ser uma concorrência de categoria 1.1.

## Palmarés
| Ano  | Vencedor          | Segundo                   | Terceiro                |           |
| ---- | ----------------- | ------------------------- | ----------------------- | --------- |
| 2014 | Maaike Polspoel   | Amy Cure                  | Liesbet De Vocht        |           |
| 2015 | Natalie van Gogh  | Lotte Kopecky             | Sara Mustonen           |           |
| 2016 | Lotte Kopecky     | Lauren Kitchen            | Kelly Druyts            |           |
| 2017 | Marianne Vos      | Maria Giulia Confalonieri | Eva Buurman             |           |
| 2018 | Marta Bastianelli | Monique van de Ree        | Lorena Wiebes           |           |
| 2019 | Elisa Balsamo     | Laura Tomasi              | Marjolein van 't Geloof |           |
| 2020 | cancelado         | cancelado                 | cancelado               | cancelado |
| 2021 | cancelado         | cancelado                 | cancelado               | cancelado |
| 2022 | Scarlett Souren   | Jennifer van der Voort    | Rixt Hoogland           |           |
| 2023 | Chiara Consonni   | Amalie Dideriksen         | Maria Martins           |           |
| 2024 | Anniina Ahtosalo  | Scarlett Souren           | Chiara Consonni         |           |
| 2025 |                   |                           |                         |           |

## Palmarés por países
| País          | Vitórias |
| ------------- | -------- |
| Bélgica       | 2        |
| Países Baixos | 2        |
| Itália        | 2        |